# Jean-Michel Byron
Jean-Michel Byron, född den 23 januari 1957 som Byron DuPlessis, är en sydafrikansk sångare. Han var frontman och vokalist i rockbandet Toto på albumet Past to Present 1977-1990. Albumet var ett Greatest Hits-album som även innehöll fyra helt nya låtar: "Love Has the Power", "Animal", "Can You Hear What I'm Saying" och "Out of Love". Efter "Past to Present"-turnén 1990 ombads Byron lämna bandet eftersom han inte passade in i bandet och hans liveframträdanden inte nådde den önskade kvaliteten. 1991 släppte han sitt första soloalbum, Byron. Han har även varit med och spelat in låtar med bandet Ambition på deras debutalbum som utgavs 2006. Till de andra artister han har samarbetat med bland annat Kenny Loggins, Dionne Warwick och  Van Morrison. Byron spelar för närvarande med det Los Angeles-baserade bandet Guavajava.

## Diskografi
- 1990: Past to Present 1977-1990 (Toto)
- 1991: Byron (solo)
- 2006: Ambition (Ambition)
- 2008: Heaven (Guavajava)